# Reading (stacja kolejowa)
Reading – węzłowa stacja kolejowa w Reading, w hrabstwie Berkshire, o znaczeniu regionalnym i ogólnokrajowym. Jest największą stacją kolejową w mieście.
Stacja bez trakcji elektrycznej.

## Ruch pasażerski
Stacja w Reading obsługuje ok. 8 818 068 pasażerów rocznie (dane za rok 2021/2022). Posiada bezpośrednie połączenia z następującymi miejscowościami: Bristol, Glasgow, Londyn, Oksford, Penzance, Plymouth, Southampton.

## Obsługa pasażerów
Kasy biletowe, automaty biletowe, wózki peronowe, windy peronowe, kiosk, WC, bar, księgarnia, poczekalnia, klasy II, przystanek autobusowy, postój taksówek.